# Bathypogon chionthrix
Bathypogon chionthrix är en tvåvingeart som beskrevs av Hull 1958. Bathypogon chionthrix ingår i släktet Bathypogon och familjen rovflugor. Inga underarter finns listade i Catalogue of Life.